# Joseph François Laignelot
Joseph François Laignelot, né le 13 juin 1750, mort à Paris, le 23 juillet 1829 est un écrivain et homme politique français, député à la Convention nationale.

## Biographie

### Enfance, jeunesse
Né à Versailles le 13 juin 1750, baptisé à l’église Notre-Dame de Versailles le 15 juin, Joseph-François Laignelot est le fils aîné de François Laignelot, marchand de farines né à Valleroy (Haute-Marne) et qui s’établit à Versailles avant d’épouser, le 2 septembre 1749 à Saint-Germain-en-Laye, Catherine Geneviève Le Clerc, native de cette ville.
Joseph-François reçoit une solide éducation, imprégnée de la philosophie des lumières. Il entreprend, jeune encore, d’écrire des pièces de théâtre, teintées déjà de sentiments républicains. On retrouve dans ses lettres des idées de Jean-Jacques Rousseau. Franc-maçon, il fait partie de la loge « Le Patriotisme », Orient de Paris, dès 1785.

### Auteur
Le 23 décembre 1779, âgé de 29 ans, il fait représenter à Versailles, devant le roi Louis XVI et la Cour, sa première pièce connue, intitulée Agis. Elle n’a alors que peu de succès, « car les courtisans ne goûtent pas les sentiments républicains qu’il y exprime », selon Lacape. Elle est en revanche applaudie lors de sa reprise au Théâtre Français à Paris, en 1782. « Écrite dans le genre classique, remplie de tirades héroïques et patriotiques, cette longue tragédie mettait en scène Léonidas et les Spartiates, discutant les devoirs des citoyens devant la statue de Lycurgue. Cette pièce peu attachante n'eut pas de succès. Cependant, elle contenait de beaux passages et attira l'attention. Ducis, en généreux compatriote, s'intéressa à Laignelot, en parla chaudement à diverses personnes influentes, et finit, non sans peine, par obtenir la réception de sa tragédie à la Comédie-Française. Elle y fut jouée en 1782 et, malgré ses longueurs, malgré la faiblesse des acteurs, fit une grande impression, dont on trouve la trace dans les Mémoires de Bachaumont et dans la Correspondance de Grimm. On y remarqua des allusions saisissantes aux événements politiques et aux luttes du Parlement. »
Le 2 mars 1790, Laignelot fait jouer sur le Théâtre de la Nation, à Paris, Rienzi, tragédie en cinq actes, qui n'a pas de succès.

### Homme politique
Dans la nuit du 9 au 10 août 1792, lors de la Commune insurrectionnelle qui remplace la municipalité légalement établie, Joseph-François est nommé officier municipal de Paris.
Lors du transfert de la famille royale au Temple, le lundi 13 août, il fait partie du convoi.
Le 19 septembre 1792, Joseph-François est élu député à la Convention par le département de Paris, à l’âge de 42 ans. Il y siège parmi les Montagnards. « Le citoyen Laignelot a obtenu 449 suffrages, 79 au delà de la majorité absolue, fixée à 370. Le président, en conséquence, a proclamé le citoyen Laignelot député du département de Paris à la Convention nationale. »
Quatre mois plus tard, dans le procès de Louis XVI (du 10 au 26 décembre 1792), à l’issue des débats (le 15 janvier 1793) il vote pour la mort sans sursis et sans appel au peuple.
On ne le voit pas à la tribune pendant près de deux ans et le Moniteur ne signale de sa part qu'une modeste intervention le 19 mai 1793 pour obtenir que l'assemblée accepte d'entendre un groupe de pétitionnaires.
Il est élu une première fois comme membre du Comité de Sûreté Générale le 16 juin 1793. Il y reste jusqu’au 10 septembre 1793.

### Représentant en mission

#### A Rochefort et La Rochelle (septembre-décembre 1793)
Le 9 septembre 1793, peu après que Toulon a été livré aux Anglais (28 août) et sur la proposition du Comité de Salut Public, la Convention l’envoie avec Joseph Lequinio en mission à Rochefort et à La Rochelle « pour y surveiller les ports et le service de la marine, visiter les arsenaux et pour exercer dans le département de la Charente-Inférieure les mêmes pouvoirs qui sont donnés aux autres commissaires. »  En effet, des vaisseaux avaient quitté Toulon avec l’accord du gouverneur anglais, pour propager la rébellion dans les ports de l’Atlantique, tandis que l’Angleterre s’alliait avec les armées catholiques-royales, et cherchait à les appuyer par un débarquement sur les côtes de Normandie ou de Bretagne. Le 29 octobre 1793, Laignelot et Lequinio établissent à Rochefort un tribunal révolutionnaire. Ce tribunal « jugea 182 prévenus, en condamna 52 à mort, 19 aux fers, 35 à la détention, 6 à la déportation, 17 à l’amende, et en acquitta 62. ».
Quant à la religion, s’il est indéniable qu’il lutte contre les prêtres avec dureté, il n’est pas moins vrai qu’il milite pour la liberté du culte.

Le 23 décembre 1793, depuis Fontenay, il écrit au président du département de Vendée : 
« Dans un département où le fanatisme a causé de si grands maux, il est des détenus incarcérés uniquement à cause de leurs opinions religieuses. Mes instructions m'ordonnent de faire respecter la liberté des cultes. Chaque citoyen a le droit d'adorer l'Être suprême à sa manière, s’il ne trouble pas l'ordre public. Ce n'est point être coupable que suivre les rites de sa religion. Laissons la philosophie chasser la superstition de la terre, ne troublons pas son action par des actes d'intolérance semblables à ceux que l’on reproche aux ennemis de la Révolution... Je ne suis pas seulement envoyé au milieu de vous pour chercher des coupables, mais surtout pour secourir l’innocence opprimée. »

#### Bref séjour en Vendée
Le 22 décembre 1793, par ordre du Comité de salut public, Laignelot doit se rendre en Vendée, à Fontenay. Ce séjour est relaté par André Mercier du Rocher. Il parut au siège du département, se plaça à la droite du président, et « prenant un ton de dignité, que son air noble et grave relevait encore davantage », il dit : « La Convention nationale est fatiguée de cette interminable guerre de la Vendée ; elle m’a envoyé dans votre département pour en connaître l’origine et rechercher les causes de sa durée, faire punir ceux qui en sont coupables. […] Je cherche la vérité. Vous trouverez en moi un juge impartial, mais sévère. Informez-vous de moi dans les lieux où j’ai exercé l’autorité dont la Convention nationale m’a investi. On vous dira, j’ose l’assurer, que, si je suis l’ennemi des coupables, je suis encore plus l’ami des malheureux. » Mercier du Rocher précise : « Laignelot, qui avait paru si irrité dans les premiers jours de sa mission, ne tarda pas à devenir plus traitable. […] Il ne cherchait qu’à ramener les esprits à des sentiments de conciliation, ses discours publics respiraient un amour de l’humanité, qui finit par le faire aimer de tous, quelles que fussent leurs opinions politiques. Il devint accessible à tout le monde ; sa demeure était remplie des enfants, des femmes, des parents et des amis de personnes qui avaiuent été recluses ; il les consolait, il pleurait avec eux, il compatissait à leurs peines et il prononçait la mise en liberté de ceux qui étaient des gens de bien. Il arracha à une mort certaine des personnes qui avaient été membres des comités civils établis par les rebelles, que la loi condamnait pour ce seul fait, et qui furent acquittés par la commission militaire, dont Laignelot dirigea le jugement vers la clémence. »
Après quatre mois dans le Sud-Ouest, fin décembre 1793, la Convention l’envoie à Brest. Avant de quitter Fontenay, il dit : « Je suis obligé d’aller à Brest pour y remplir les ordres que j’ai reçus du Comité de salut public. Mais, cette opération achevée, je revole au milieu de vous, je me mets à votre tête, et nous irons ensemble, par notre courage, par notre humanité, arracher les armes de nos malheureux concitoyens ; nous irons verser des larmes avec eux dans des embrassements fraternels, et la fin de nos dissensions civiles sera le désespoir de nos ennemis et le salut de la République. »

En ce qui concerne la guerre en Vendée, il écrit depuis Brest, le 22 janvier 1794 :
« J'ai passé huit jours dans la Vendée, je commençais à y faire quelque bien et j'y ai gémi, et je me suis indigné de ce que j'ai vu : les troupes les plus indisciplinées, les plus rapaces ; les chefs les plus inexpérimentés, les plus avides, les plus désordonnés ; des administrations sans force et menacées ; les patriotes confondus parmi les traîtres ; le deuil et le désespoir. Et tout cela s'explique lorsqu'un représentant du peuple (Carrier) ose dire publiquement qu'il ne faut pas de pain où l'on ne doit plus laisser d'hommes. Adieu, mes chers collègues, je finis, car j'ai le cœur trop serré. »
« Il est certain », selon Mercier du Rocher,  « que, si ce député fût retourné dans la Vendée, il eût fait beaucoup de bien, et je ne fais pas de difficulté de penser que son éloquence eût fait mettre bas les armes à des milliers de gens égarés. »

#### A Brest (janvier-avril 1794)
Sur le chemin de Brest, le 2 janvier 1794, il affronte Charette à Machecoul, au sud-ouest de Nantes, puis rencontre Carrier à Nantes. Les massacres de celui-ci l’horrifient, comme il le relate plus tard.

Le 8 janvier 1794, le lendemain de son arrivée à Brest, il écrit à la Convention :
« Je suis arrivé ici hier après avoir été arrêté par Monsieur Charette qu'il nous a fallu battre à Machecoul pour nous ouvrir le passage… J'ai été vraiment affligé, en traversant cette ci-devant Bretagne, de l'ignorance, de la stupidité, de la barbarie de ceux qui l'habitent. Vos décrets, vos décades y sont inconnus. J'ai vu chômer la fête des Rois. De bonnes troupes y feront merveille, en attendant l'instruction chez un peuple qui n'entend point notre langue et qui est livré sans défense à ses prêtres. »
Il met en place à Brest, comme à Rochefort, un tribunal révolutionnaire. Il demeure sévère avec ceux qu’il considère comme des traîtres à la Nation.

#### En Ille-et-Vilaine et en Mayenne (mai-novembre 1794)
Après quatre mois à Brest, le 3 mai 1794, le Comité de sûreté générale l’envoie en Ille-et-Vilaine et en Mayenne, afin d’y organiser la lutte contre les chouans.

### Membre du Comité de Sûreté Générale (novembre 1794 - mars 1795)
De retour à Paris, il est réélu au Comité de Sûreté Générale le 5 novembre 1794. Il épouse le mouvement thermidorien, et demande la fermeture du club des Jacobins dès le 12 novembre 1794, car, écrit-il, « les Jacobins sont une faction, et tout ce qui est faction est punissable. »

Le 23 novembre 1794, quelques jours avant la mise en accusation de Carrier, Il relate à la Convention l’échange qu’il a eu avec Carrier début janvier : 
« Lorsque je passai à Nantes pour me rendre à Brest, je fus chez Carrier ; il me parla de ses noyades et me dit..: “ Tu es plus heureux que moi, tu as un plus grand bassin et des bâtiments à ton service.’’ » 
Horrifié, il était allé voir Robespierre, probablement lors de son passage à Paris le 25 février 1794 :
« Avant que Carrier fût dénoncé, j'avais dit ce fait à plusieurs de mes collègues. J'allai voir Robespierre qui était incommodé : je lui peignis toutes les horreurs qui s'étaient commises à Nantes, il me répondit : Carrier est un patriote, il fallait cela dans Nantes. »
Le 5 mars 1795, il cesse d’appartenir au Comité de Sûreté Générale, et le lendemain, 6 mars, est nommé secrétaire de la Convention.

### Premier procès (mai - octobre 1795)
Le 20 mai 1795, la Convention est envahie par le peuple des faubourgs.
Décrété d'accusation le 27 mai pour avoir pactisé avec les envahisseurs, il est mis en détention pendant quelques mois, avant d’être amnistié par la loi du 3 brumaire an IV (25 octobre 1795), veille de la dissolution de la Convention.

### Second procès (mai 1796 - mai 1797)
Le 10 mai 1796, il est à nouveau arrêté comme adhérant à la conspiration de Babeuf et détenu à la maison d’arrêt de l’Abbaye. Mais aucune preuve écrite ne pouvant être invoquée contre lui, il se justifie pleinement et est acquitté par la Haute-Cour de Vendôme, le 26 mai 1797.
Il disparaît alors de la scène politique.
Le 20 juillet 1799, un arrêté du Directoire le nomme préposé en chef à l'octroi de Versailles. Il n'accepte pas ce poste qui lui avait été offert probablement grâce à l'appui de son ami, le directeur Barras.

### Consulat et Empire
Lors de la répression consécutive à l’attentat de la rue Saint-Nicaise (24 décembre 1800) contre le Premier Consul Bonaparte, il est, par un arrêté du 7 janvier 1801, « mis en état de surveillance dans l’intérieur de la France, avec interdiction de résider dans la Seine et départements voisins », avec 51 autres citoyens connus pour leurs sentiments démocratiques.
Selon un rapport de police en effet, il aurait appartenu à une société secrète, la Compagnie de tyrannicide, qui aurait dirigé « tous les complots tramés contre la vie du premier consul. » Toutefois, selon le comte de Mélito, cette mesure d’exil « ne s’appliqua qu’à un très petit nombre d’individus qui furent simplement éloignés de Paris et non déportés et qui même y rentrèrent assez facilement par la suite. »
En 1805, il publie une nouvelle édition de sa tragédie Rienzi. La police saisit les exemplaires de cette réimpression « pleine d'allusions aux circonstances présentes et d'intentions odieuses », et menace l'auteur d’exil. « On avait, en effet, commenté ces trois vers : “Son vêtement superbe est celui d’un monarque/ Et quoi qu’il soit du peuple et même le dernier/ Il a quitté le peuple et s’est fait chevalier.’’ La veuve Petit, éditeur de la pièce, est incarcérée aux Madelonettes, “jusqu’à ce qu’on ait empoigné l’auteur.’’ (Cf. Correspondance de Napoléon, t. X) Mais Laignelot s’était déjà soustrait, par la fuite, à toutes représailles. »
Le 6 décembre 1813, il est inscrit sur une liste de suspects à éloigner de Paris et est exilé à Vigny, près de Pontoise ; il proteste contre cette mesure par une lettre au ministre de la Police, rappelant que son fils, capitaine, avait été fait prisonnier par les Russes en 1812.
Après la seconde abdication de Napoléon Ier (22 juin 1815), et la capitulation de la France devant les Alliés (5 juillet 1815), il se rend avec Barras chez Carnot, ministre de l’intérieur, le 6 juillet 1815 « pour sauver la patrie. » En vain. Le 9 juillet, Louis XVIII revient au pouvoir.

### Les dernières années
Il continue ses travaux littéraires, et publie deux autres tragédies, Caton et Jean Sforce, dont les textes ne nous sont pas parvenus.
Joseph-François Laignelot vit ses dernières années dans l’obscurité, et meurt à Paris le 23 juillet 1829, âgé de 79 ans. Il est enterré au cimetière de l’Ouest (aujourd’hui le cimetière Montparnasse). Sa tombe n’existe plus, et ses restes ont été transférés à l’ossuaire du Père-Lachaise.
Lors de ses funérailles, Grand, avocat au Conseil, qui vivait dans l'intimité de Barras et de Laignelot, prononça un discours sur la tombe de ce dernier ; en faisant son éloge, il le nomma vertueux. Il fut  alors blâmé et suspendu pour un an.